# 暗算 (電視劇)

电视剧海报

《暗算》是一部在2004年至2005年期间由广西电视台拍摄，由四川電視臺四川有線電視實業開發總公司，聯合中國人民解放軍八一電影製片廠、北京東方聯盟影視文化傳播有限公司出品的电视剧。
全剧共分为三部《听风》、《看风》、《捕风》，前两部改编自麥家同名小説的第一、二章。柳云龍身兼導演及主演。該電視劇由曾被多個地方衛星電視臺轉播，如BTV-4，貴州衛視等，均創下較高收視率。

## 制作
- 导演：柳云龙
- 编剧：麦家、杨健
- 制片人：庞敏

## 《听风》

### 演员
- 柳云龙　饰　安在天
- 祝希娟　饰　华主任
- 高　明　饰　铁院长
- 王宝强　饰　阿　炳
- 张　海　饰　金鲁生
- 吴昊西　饰　林小芳
- 王彩平　饰　丁　姨
- 李小佳　饰　阿炳妈
- 夏　雨　饰　胖　子

### 剧情
为了除掉危害社会的特务，安在天于是在一次意外中得知了虽说盲人，但是听力特别好的阿炳的事情。
虽说在众人的努力下，特务被除掉，可是在这之后，阿炳却因为老家的一些落后思想而引出了很多的矛盾，并做了一些错事。

## 《看风》

### 演员
- 柳云龙　饰　安在天
- 陈　数　饰　黄依依
- 高　明　饰　铁部长
- 宋春丽　饰　徐院长
- 艾丽娅　饰　刘丽华
- 杨　欣　饰　小　雨（客串）

## 《捕风》

### 演员
- 柳云龙　饰　钱之江
- 娜　饰　唐一娜
- 王奎荣　饰　代主任
- 石兆琪　饰　大白兔
- 李　敏　饰　罗　雪
- 徐　程　饰　汪　洋
- 徐成峰　饰　童副官
- 杨宝龙　饰　闫京生
- 孙雪岩　饰　小马驹
- 王　寅　饰　老　虎
- 谢　晖　饰　警　犬
- 李　斗　饰　耗　子
- 方　诤　饰　野　猪
- 王韶光　饰　彩　云
- 李永田　饰　黄一彪
- 张　元　饰　刘司令
- 王　华　饰　裘丽丽
- 惠建国　饰　断　剑
- 姜　涛　饰　火　龙
- 张长春　饰　猴　子
- 徐才根　饰　母　鸡
- 贾明岭　饰　山　羊
- 龙　德　饰　飞　刀
- 朱祺隆　饰　天　天

## 获奖
- 第十三届上海国际电视节最佳编剧，麦家、杨健